# Barrakuda australijska
Barrakuda australijska (Sphyraena novaehollandiae) – gatunek ryby z rodziny barrakudowatych (Sphyraenidae).

## Występowanie
Wschodni Ocean Indyjski i Pacyfik – Nowa Gwinea, Australia, Nowa Zelandia, Karoliny i Mariany. Notowana w Nowej Kaledonii i Japonii.
Występuje w spokojnych wodach. Tworzy jednowiekowe stada.

## Cechy morfologiczne
Osiąga 100 cm długości. Wzdłuż linii bocznej 127–155 łusek. Na pierwszej parze łuków skrzelowych 1 wyrostek filtracyjny. W płetwach grzbietowych 6 twardych i 9 miękkich promieni; w płetwie odbytowej 2 twarde i 8 miękkich promieni. W płetwach piersiowych 13–14 miękkich promieni; w płetwach brzusznych 1 twardy i 5 miękkich promieni.

## Odżywianie
Żywi się niewielkimi rybami różnych gatunków.

## Znaczenie
Łowiona przez wędkarzy i rybaków.